# قارشة
القارشة أو العلهز (الاسم العلمي: Psoroptes) هي جنس من الحيوانات تتبع الفصيلة القارشات من رتبة قارميات الشكل.

## أنواع القارشة
وقد اعتبرت القارشة تقليديا لتشمل خمسة أنواع تعيش على أنواع مضيفة مختلفة ولكن التحليل الجيني قد خفض أنواع هذا الجنس إلى نوع واحد هو القارِشَةُ الغَنَمِيَّة. مرادفات القارِشَةُ البَقَرِيَّة أو القارِشَةُ الأَرْنَبِيَّة أو القارِشَةُ الخَيلِيَّة.